# Henryk de Kwiatkowski
Henryk Richard de Kwiatkowski, właśc. Henryk Kwiatkowski (ur. 22 lutego 1924 w Poznaniu, zm. 17 marca 2003 w Lyford Cay na Bahamach) – amerykański lotnik, inżynier, przedsiębiorca oraz hodowca koni polskiego pochodzenia. 

## Życiorys
Na początku II wojny światowej schwytany przez Armię Czerwoną w wieku 15 lat został zesłany do obozu na Syberię. Po dwóch latach został uwolniony na podstawie układu Sikorski-Majski i wstąpił do Polskich Sił Zbrojnych w ZSRR. Służył jako kanonier w 7 pułku artylerii lekkiej. Przez Iran przedostał się do Południowej Afryki, gdzie w marcu 1943 r. zaokrętował się na brytyjskim transportowcu Empress of Canada. Statek został storpedowany przez włoski okręt podwodny i zatonął, ale Kwiatkowski przeżył i dotarł do Anglii. Tam wstąpił do Polskich Sił Powietrznych, otrzymał numer służbowy Royal Air Force 705662. Odbył przeszkolenie jako radio-operator. Został zdemobilizowany w 1947 r. 
Po wojnie Henryk de Kwiatkowski pracował w fabryce i jednocześnie studiował na uniwersytecie. W 1952 r. wyemigrował do Kanady, gdzie podjął pracę inżyniera w zakładach Pratt & Whitney w Montrealu. W 1957 wyjechał do USA, gdzie założył firmę De Kwiatkowski Aircraft Ltd. and Intercontinental Aircraft Ltd. z siedzibą w Nowym Jorku. Firma zajmowała się leasingiem i pośrednictwem w sprzedaży używanych samolotów (m.in. szachowi Iranu Rezie Pahlawiemu). Na tym biznesie Henryk de Kwiatkowski dorobił się fortuny.
W 1967 Henryk de Kwiatkowski nabył posiadłość w miejscowości Lyford Cay na wyspie New Providence w archipelagu Bahamów. Kupił również luksusowy apartament Beckman Place na Manhattanie oraz 80-akrową (320.000 m²) nieruchomość w miejscowości Conyers Farm w Greenwich, Connecticut.
W połowie lat 70. de Kwiatkowski zaangażował się w hodowlę koni wyścigowych. W 1992 na aukcji zakupił legendarną 770-akrową (3,1 km²) posiadłość Calumet Farm w Lexington, Kentucky i uratował ją przed upadkiem. Konie z jego stajni odnosiły duże sukcesy i osiągały bardzo wysokie ceny, wiele z nich nosiło polskie imiona, "Danzig" czy "Gdynia".
De Kwiatkowski był miłośnikiem i kolekcjonerem malarstwa impresjonistycznego. W swoich zbiorach miał obrazy Gauguina, Braque'a i Moneta. Był także graczem w polo, należącym do ekskluzywnego Royal County of Berkshire Polo Club. 
Henryk de Kwiatkowski w latach 80. finansował działalność opozycji solidarnościowej w Polsce.
W 1989 r., po pięćdziesięciu latach od opuszczenia kraju, de Kwiatkowski przyjechał do Polski. Odwiedził swe miasto rodzinne - Poznań, gdzie otrzymał symboliczne klucze do miasta. Spotkał się także z Lechem Wałęsą w Gdańsku.
Był sąsiadem i przyjacielem Wojciecha Fibaka.
Miał dwie żony, Lynne Burke Sawdon i Barbarę Tanner Allen oraz siedmioro dzieci, trzech synów - Conrada, Stephana i Nicholasa oraz cztery córki - Michelle Corsini, Nicole Timonier, Arianne de Kwiatkowski i Lulu de Kwiatkowski.